# Юкнайте, Ванда
Ванда Юкнайте (лит. Vanda Juknaitė; род. 28 ноября 1949, Папиляй, Литовская ССР, СССР) — литовская писательница (прозаик, драматург).

## Биография
Ванда Юкнайте родилась в 1949 году в деревне Папиляй Рокишкского района. Изучала литовскую филологию в Вильнюсском государственном университете; оконичила университет в 1972 году. В 1972—1973 годах работала учителем в Клайпеде, затем преподавала в Клайпедской консерватории, а с 1975 года — в Университете педагогических наук; профессор (2010). Также занималась социальной педагогикой, работая с беспризорниками и детьми-инвалидами.

## Творчество
Первая книга Юкнайте «Рыжая лиса» („Ugniaspalvė lapė“) была опубликована в 1983 году. Одно из наиболее значительных её произведений — мемуары «Я сдаюсь. Голос: очерки, разговоры» („Išsiduosi. Balsu: esė, pokalbiai“), впервые вышедшие в 2002 году, а в 2007 переведённые на английский язык и опубликованные под названием „My Voice Betrays Me“ (с англ. — «Мой голос предаёт меня»). В мемуарах показаны радости и трудности перехода Литвы от коммунизма к демократии. Другое известное произведение Юкнайте — роман «Поминки» („Šermenys“, 1990), описывающий депортацию литовских мужчин в Сибирь и быт оставшихся в Литве женщин. 
Произведения Ванды Юкнайте переведены на английский, итальянский, латышский, немецкий, польский, португальский, русский, французский, шведский и другие языки.
В 2004 году удостоена Премии Правительства Литвы по культуре и искусству.
В 2008 году Юкнайте была награждена национальной премией Литвы по культуре и искусству.

### Список произведений
| Название на литовском языке           | Название на русском языке               | Жанр                                                               | Год  | Переводы                        |
| ------------------------------------- | --------------------------------------- | ------------------------------------------------------------------ | ---- | ------------------------------- |
| Ugniaspalvė lapė                      | Рыжая лиса                              | сборник рассказов                                                  | 1983 |                                 |
| Šermenys                              | Поминки                                 | роман                                                              | 1990 |                                 |
| Stiklo šalis                          | Стеклянная страна                       | повесть                                                            | 1995 |                                 |
| Šermenys                              | Поминки                                 | драма                                                              | 2000 |                                 |
| Išsiduosi. Balsu: esė, pokalbiai      | Я сдаюсь. Голос: очерки, разговоры      | мемуары                                                            | 2002 | англ. My Voice Betrays Me, 2007 |
| Saulėlydžio senis: Romualdo Granausko | Старик на закате: Ромуальдас Гранаускас | творческие интерпретации (в соавторстве с Еленой Нийоле Букелиене) | 2004 |                                 |
| Tariamas iš tamsos                    | Будто бы из темноты                     | интервью с детьми                                                  | 2007 |                                 |
| Ponios Alisos gimtadienis             | День рождения госпожи Алисы             | драма                                                              | 2010 |                                 |

## Экранизации
В 2004 году по повести «Стеклянная страна» был снят одноимённый фильм (режиссёр Янина Лапинскайте).